# Albert III van Tirol
Albert III van Tirol (circa 1101 - 24 januari 1165) was van 1125 tot aan zijn dood graaf van Tirol. Hij behoorde tot het huis Tirol.

## Levensloop
Albert III was de oudste zoon van graaf Albert II van Tirol en diens echtgenote Adelheid, dochter van graaf Berthold I van Dießen-Andechs. Rond het jaar 1125 volgde hij zijn vader op als graaf van Tirol. 
Hij was bovendien voogd van het prinsbisdom Trente en in 1142 stichtte hij het klooster Neustift in Zuid-Tirol. 
Albert III was gehuwd met Adelheid of Willibirg, dochter van graaf Koenraad I van Dachau-Wittelsbach. Het huwelijk bleef kinderloos, waardoor hij na zijn dood in 1165 werd opgevolgd door zijn jongere broer Berthold I.